# 甘露市交通
甘露市（Kamloops）作為加拿大英屬哥倫比亞省湯普森-尼古拉地區湯普森鄉之最大城市，擁有鐵路、機場、完善的道路系統和基礎公共運輸系統。但因鐵路多為貨物運輸用，故甘露市仍以道路系統為主要交通方式。以下為周圍鄰近城市開車至甘露市所需時間和里程：
| 城市     | 英文      | 時數 | 距離             |
| -------- | --------- | ---- | ---------------- |
| 愛德蒙頓 | Edmonton  | 8.5  | 805 km（500 mi） |
| 卡加利   | Calgary   | 7    | 619 km（385 mi） |
| 班夫     | Banff     | 5.5  | 495 km（308 mi） |
| 威士拿   | Whistler  | 4    | 377 km（234 mi） |
| 賈斯珀   | Jasper    | 7    | 441 km（274 mi） |
| 溫哥華   | Vancouver | 3.5  | 354 km（220 mi） |

以下則為甘露市的交通方式：

## 鐵路運輸
加拿大太平洋鐵路於甘露市設有甘露站於甘露市中心，和甘露北站位於甘露連接點（Kamloops Junction）。此外也有客運類型之洛磯山地者公司(Rocky Mountaineer)營運至洛磯山脈一帶的城市。

## 大眾運輸
甘露市位處內陸地區，主要交通方式仍為客運服務：

### 市區巴士
甘露市政府和英屬哥倫比亞公車局有共同營運名為甘露交通系統的大眾服務系統。目前存在1-18號路線，共有14條路線營運。此外亦有醫療專車服務、學生通勤專車服務和復康巴士服務。

### 跨市長途巴士
甘露市亦有企業營運之跨地區長途巴士。主要有西太平洋交通(英文：Pacific Western Transportation) 所營運之Ebus、乘客特快(Rider Express)和冒險接駁(Adventure Charters)聯絡其他主要鄰近城市（如基隆拿和溫哥華）。

## 航空
甘露機場提供至卡加利、溫哥華、基隆拿和喬治王子城的服務。
| 公司名稱       | 英文名稱                 | 連絡城市           | 備註 |
| -------------- | ------------------------ | ------------------ | ---- |
| 加拿大航空     | Air Canada               | 卡加利、溫哥華     | －   |
| 西捷航空       | Westjet                  | 卡加利             | －   |
| 中央山脈航空   | Central Mountain Air     | 喬治王子城、基隆拿 | －   |
| 太平洋海岸航空 | Pacific Coastal Airlines | 溫哥華             | －   |

## 道路
甘露市因地形要處於山稜河谷地帶，故有不同道路整編名稱。以下為甘露市所有之街路名稱：
| 英文街路名 | 簡寫     | 中文譯名 | 備註                      |
| ---------- | -------- | -------- | ------------------------- |
| Highway    | Hwy.     | 公路     | 屬於省級管理              |
| Avenue     | Ave.     | 大道     | 市區為南北向 北岸為東西向 |
| Boulevard  | Blvd.    | 大街     | 主要為區域性支道          |
| Drive      | Dr.      | 道       | 多用於社區幹道            |
| Street     | St.      | 街       | 市區為東西向 北岸為南北向 |
| Road       | Rd.      | 路       | 亦有法文Rue的用法         |
| Terrace    | Terr.    | 臺       | －                        |
| Crescent   | Cr.      | 彎       | －                        |
| Court      | Ct./Crt. | 庭       | －                        |
| Circle     | Cir.     | 圈       | －                        |
| Place      | Pl.      | 地       | 多為較短之地區道路        |
| Lane       | Ln.      | 巷       | －                        |
| Way        | Wy.      | 通       | －                        |
| Wynd       | Wynd     | 衖       | 皆有彎道                  |
| Trail      | Trl.     | 徑       | －                        |
| Parkway    | Pkwy.    | 公園大道 | 僅於麥克阿瑟島公園        |

### 公路系統
甘露市(英屬哥倫比亞省)公路系統(英文：Interstate)為省政府所管轄，主要以共線形式於甘露市區 。自362號出口至374號出口為1號（加拿大橫貫公路）、5號和97號共線經過甘露市；至374號出口後5號則會向北延伸至16號，並且暱稱其為南耶洛黑德公路。而1號和97號則在蒙特溪(Monte Creek)的399號出口分岔，97號自此向南延伸至弗農，暱稱其段為歐肯納根公路。另外於加拿大橫貫公路368號出口處為5A號公路的起點，因連接普林斯頓和甘露兩市，故又稱普林斯頓-甘露公路。

### 一般道路
因甘露市位處南北湯普森河交匯處的河谷丘陵之間，故道路設置因河流走向和山坡多呈現蜿蜒，非整齊棋盤狀道路。主要規劃成棋盤方格的道路僅有南岸甘露市中心地區和北岸平原地區。甘露市中心地區以東西向規劃為「街(St.)」，南北向規劃「大道(Ave.)」。範圍內從第一大道(1st. Ave.)至第十五大道(15th. Ave.)橫跨東西，並有未編序的命名街道作為東西向道路。
甘露市北岸地區則規劃南北向道路為「街(St.)」；東西向道路為「大道(Ave.)」。主要範圍自舒伯特道(Schubert Dr.)以西至甘露機場，有從第七街(7th. St.)至第十四街(14th. St.)（第一街至第六街空缺原因不明）作為南北聯絡道路，各名稱大道貫穿東西向交通。
其餘地區道路名稱也多以人名命名，主要為商人、酋長和英國皇室成員，如福爾吞道(Fortune Dr.)、艾力克斯湯瑪斯酋長通(Chief Alex Thomas Way)、亞伯丁道(Aberdeen Dr.)。亦有道路以植物、聖經內容、地景和其他城市命名，如櫟路(Oak Rd.)、聖母道(Notre Dame Dr.)、海灘大道(Beach Ave.)、西敏大道(Westminster Ave.)。
其他住宅地區（如亞伯丁、撒哈里、維利維尤、達拉斯、威斯特塞德）主要道路設置則為「道(Dr.)」和「路(Rd.)」居多。
部分地區性社區亦有主題性道路設置，如鳥類（雷文伍德臺社區，Ravenwood Terrace）和銀河系（里弗達爾社區，Riverdale）。
另外，位於南岸附近的「宇治通」(英文：Uji Way, 日文：宇治通り, 平假名：うじどうり, 羅馬拼音:Uji Douri)則是為了紀念與日本京都府宇治市結締為姐妹城市所命名：同時於宇治市琵琶台、廣野町和寺山台地區附近的「宇治友之丘」（宇治友が丘）也有「甘露通」(英文：Kamloops Dori, 日文：カムループス通り, 平假名：カムループスどうり, 羅馬拼音:Kamuruupusu Douri)存在，是為紀念締結關係50週年所新設之名稱。
甘露市一般道路由甘露市政府直接管轄，並可依據道路階級和重要程度分為三種層級：幹道(Arterial)、支道(Collector)和地區道路(Local)，其中幹道和支道亦可分為主要和次要。

#### 幹道
支道（英文：Arterial）為城市主要幹道，負責連絡各地區。以下為甘露市整理之幹道列表：
| 英文街路名        | 中文譯名       | 位屬鄰里                                         |
| 南岸              | 南岸           | 南岸                                             |
| ----------------- | -------------- | ------------------------------------------------ |
| Columbia St.      | 哥倫比亞街     | 市中心、塞吉布拉許、西端、下撒哈里、索斯蓋特     |
| Seymour St.       | 西摩街         | 市中心                                           |
| Lansdowne St.     | 蘭斯當街       | 市中心                                           |
| Victoria St.      | 維多利亞街     | 市中心                                           |
| Summit Dr.        | 山峰道         | 索斯蓋特、上撒哈里、下撒哈里、湯普森河大學、西端 |
| Notre Dame Dr.    | 聖母道         | 索斯蓋特                                         |
| Pacific Wy.       | 太平通         | 亞伯丁                                           |
| McGill Rd.        | 麥吉爾路       | 下撒哈里、索斯蓋特、湯普森河大學、西端           |
| Hillside Dr.      | 希爾塞德道     | 達弗林、索斯蓋特                                 |
| Mission Flats Rd. | 米遜平原路     | 米遜平原                                         |
| 1st. Ave.         | 第一大道       | 市中心                                           |
| 3rd. Ave.         | 第三大道       | 市中心                                           |
| 4th. Ave.         | 第四大道       | 市中心                                           |
| 6th. Ave.         | 第六大道       | 市中心                                           |
| Aberdeen Dr.      | 亞伯丁道       | 亞伯丁                                           |
| Copperhead Dr.    | 銅頭道         | 松景                                             |
| Lac Le Jeune Rd.  | 甄湖路         | 艾隆馬斯克                                       |
| Tremerton Dr.     | 特雷默頓道     | 上撒哈里                                         |
| Hugh Allen Dr.    | 休阿倫道       | 亞伯丁                                           |
| Rogers Way        | 羅傑斯通       | 亞伯丁                                           |
| 東甘露            |                |                                                  |
| Dallas Dr.        | 達拉斯道       | 達拉斯、坎貝爾溪                                 |
| Nina Pl.          | 妮娜地         | 達拉斯                                           |
| Highland Rd.      | 海蘭路         | 維利維尤、杜松嶺                                 |
| Kokanee Way       | 寇卡尼通       | 坎貝爾溪                                         |
| Lafarge Rd.       | 拉法基路       | 坎貝爾溪                                         |
| Barnhartvale Rd.  | 巴恩哈特維爾路 | 達拉斯、巴恩哈特維爾                             |
| 北岸              |                |                                                  |
| Westsyde Rd.      | 威斯特塞德路   | 威斯特塞德、諾伯溪                               |
| Lac Du Bois Rd.   | 波伊斯湖路     | 貝徹勒高地                                       |
| Batchelor Dr.     | 貝徹勒道       | 貝徹勒高地                                       |
| 8th. St.          | 第八街         | 北岸                                             |
| Halston Ave.      | 侯斯頓大道     | 北岸                                             |
| Parkcrest Ave.    | 帕克雷斯特大道 | 布拉克赫斯特                                     |
| Fortune Dr.       | 福爾吞道       | 北岸                                             |
| Tranquile Rd.     | 特蘭奎爾路     | 北岸、布拉克赫斯特、特蘭奎爾                     |
| Singh St.         | 辛格街         | 北岸、布拉克赫斯特                               |
| 原住民保留區      |                |                                                  |
| Shuswap Rd.       | 舒斯瓦普路     | 桑里弗斯                                         |
| Paul Lake Rd.     | 保羅湖路       | 保羅湖                                           |
| Mt. Paul Way      | 保羅山通       | 保羅山工業區                                     |

#### 支道
支道（英文：Collector）為地區性次要幹道，作為除了幹道之外主要連接地區的次要道路。車流相對地區道路較多，且路幅和建設也多餘地區道路。

#### 地區道路
地區道路（英文：Local Roads）為幹道和支道以外，社區內次要的道路。主要皆是連接住宅區的街巷，不會有龐大車流且路幅較窄小。

### 橋樑
甘露市為處於北湯普森河和南湯普森河交會之處，故有多個橋樑連接甘露市區域。南湯普森河在市內由上游至下游共有三條橋樑，分別為於坎貝爾溪連接舒斯瓦路和達拉斯道之拉法基橋、連接原住民保留地和南岸市區且位於五號公路的耶洛黑德橋和連接保羅山通至市區羅恩街的紅橋。此外在北湯普森河一帶也有侯斯頓大橋連接五號公路和北岸地區，並在匯流處建有歐弗蘭德斯橋連接南岸和北岸。另外於歐弗蘭德斯橋興建前有著兩座橋樑聯絡南北岸，分別為白橋(存在於1901年-1925年)和黑橋（存在於1925年-1961年），官方名稱皆為湯普森河橋。做中因不堪使用而進行拆除。

## 資料來源
1. ↑  . 甘露市觀光處.   [2022-02-20]. （原始内容存档于2022-02-18）./
2. ↑  .   [2022-02-18]. （原始内容存档于2022-03-18）.
3. ↑  . VentureKamloops.   [2022-02-20]. （原始内容存档于2022-02-18）.
4. ↑  .   [2022-02-18]. （原始内容存档于2021-04-22）.
5. ↑  .   [2022-02-18]. （原始内容存档于2021-07-21）.
6. ↑  .   [2022-02-18]. （原始内容存档于2022-02-18）.
7. ↑  .   [2022-02-18]. （原始内容存档于2022-02-18）.
8. ↑  .   [2022-02-18]. （原始内容存档于2022-02-18）.
9. ↑  .   [2022-02-18]. （原始内容存档于2022-02-18）.
10. ↑  .   [2022-02-18]. （原始内容存档于2022-02-18）.
11. ↑  . The Shore.   [2022-02-20]. （原始内容存档于2022-02-28）./